# 南門增一
半人馬座R，又名CP-59 5476，HD 124601、SAO 241580、HR 5326，是半人馬座的一颗恒星，视星等为6.39，位于銀經313.42，銀緯1.21，其B1900.0坐标为赤經14h 9m 21.8s，赤緯-59° 1.21′ 52″。